# Гильдебранд, Адольф фон
Адольф фон Гильдебранд (нем. Adolf von Hildebrand, Ritter von Hildebrand; 6 октября 1847, Марбург — 18 января 1921, Мюнхен) — художник немецкого неоклассицизма — скульптор, архитектор, живописец, рисовальщик, медальер. Был одним из ведущих немецких скульпторов своего времени. Выдающийся теоретик искусства. Отец философа Дитриха фон Гильдебранда.

## Биография

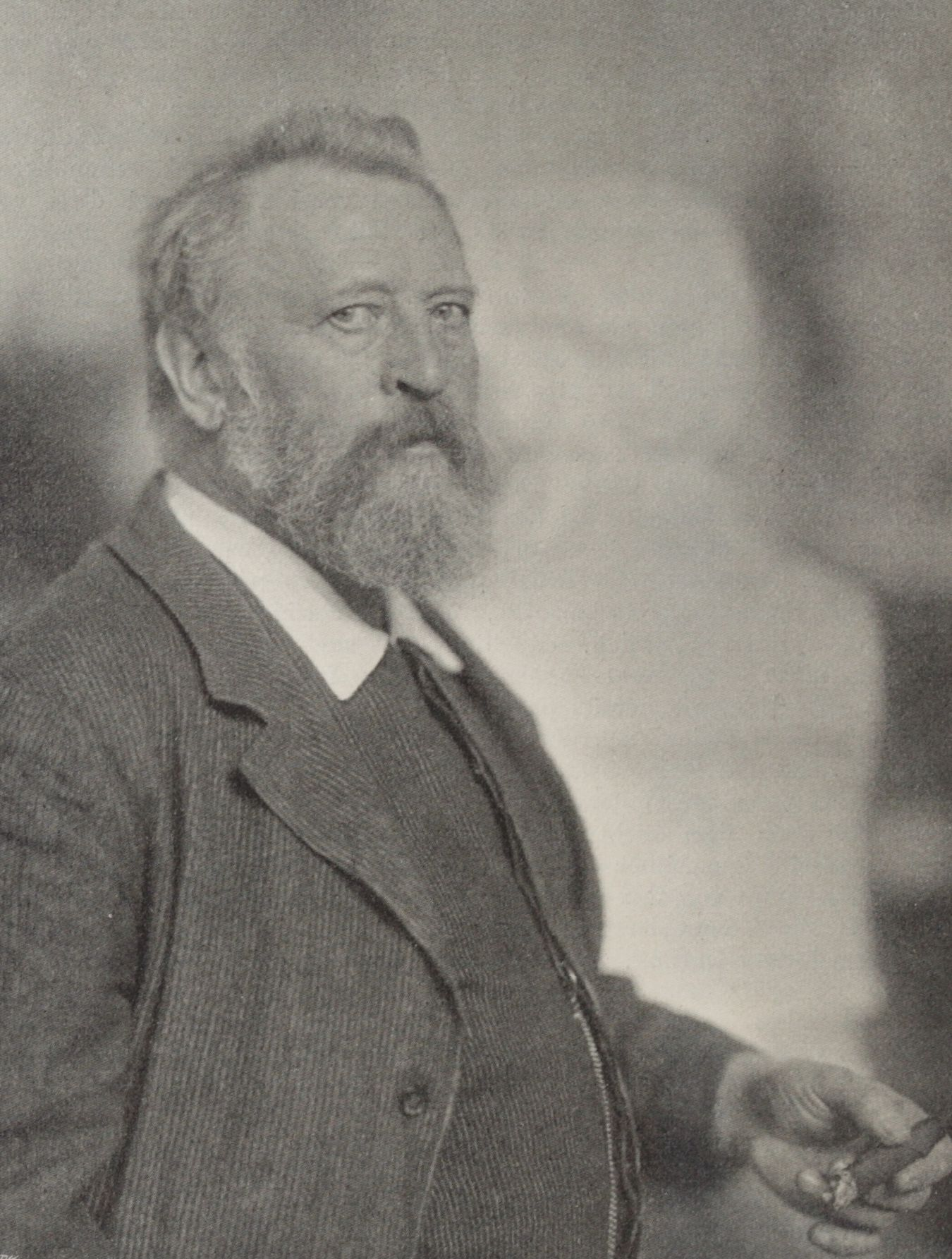
Адольф фон Гильдебранд. Фотография 1912 года

Адольф родился в Марбурге в семье экономиста Бруно Гильдебранда. Вырос в Берне, где его отец преподавал экономику. Его матерью была Клементина Гуттентаг, происходившая из еврейской семьи. Учился в Королевской школе прикладных искусств в Нюрнберге (1864—1866), а затем в студии Каспара фон Цумбуша в Мюнхене (1866—1867). Преподавал в университетах Вроцлава (Бреслау), Йены и Марбурга.
Поездка в 1867 году в Италию и знакомство с произведениями классической скульптуры оказало на него большое влияние. Дело доходило до того, что скульптурные работы Гильдебранда подвергались в Германии жёсткой критике как «слишком итальянские и недостаточно немецкие». В 1874 году Гильдебранд приобрёл здания бывшего монастыря Сан-Франческо-ди-Паола близ Флоренции, где оборудовал свою мастерскую (Villa di San Francesco di Paola). В Риме Гильдебранд вместе с философом Конрадом Фидлером (1841—1895), живописцем Хансом фон Маре (1837—1887) стал основателем знаменитого «Римского кружка» немецких художников.
Только в 1898 году Гильдебранд вернулся в Германию и переехал на виллу, которую он спроектировал сам, в мюнхенском районе Богенхаузен (Bogenhausen). Вскоре вилла, сегодня известная как Гильдебрандхаус (Hildebrandhaus), стала местом встреч мюнхенского художественного сообщества.
Гильдебранд был женат на Ирене, урожденной Коппель-Шойфелен, у них было шестеро детей. Его учеником был зять Теодор Георги (нем. Theodor Georgii), который восстановил фонтан Виттельсбаха (проект Гильдебранда) в Мюнхене, разрушенный во время Второй мировой войны. Другой зять, Карл Заттлер (нем. Carl Sattler, 1877—1966) был архитектором и профессором Академии художеств в Мюнхене.
В 1891 году Гильдебранд был награждён прусским орденом «За заслуги»: Pour le Mérite. В 1904 году королём Баварии Адольф Гильдебранд был возведён в рыцарское достоинство и награждён Орденом Максимилиана «За достижения в науке и искусстве». В 1898 году Гильдебранд стал почётным членом Дрезденской академии изобразительных искусств. В 1903 году ему было пожаловано баварское дворянство, а в 1913 году — потомственное дворянство.
Скончался художник в Мюнхене на семьдесят четвёртом году жизни. Похоронен на кладбище Оберферинген (Oberföhringer Friedhof). В 1987 году его бюст был установлен в Зале славы «Румесхалле» (Ruhmeshalle) в Мюнхене.

## Гильдебранд-скульптор
На основе изучения античного и ренессансного искусства в Италии Гильдебранд выработал собственный неоклассический метод и поставил перед собой главную цель — преодоление распространённого в западноевропейском искусстве второй половины XIX века, в особенности в Германии, натуралистического метода, насаждаемого Академиями, испытывавшими в ту пору сильнейший кризис. Гальдебранд видел выход из этого кризиса в обращении к принципу архитектоничности художественной формы, пример которого дали художники ренессансной Италии.
Адольф Гильдебранд пробовал себя в разных видах искусства, работал во многих городах Европы, в том числе в Берлине, Мюнхене, Вене, Париже.
Его главные и самые известные архитектурно-скульптурные произведения: «Фонтан Виттельсбахов» (Wittelsbacher Brunnen, 1895) в Мюнхене, «Фонтан Отца-Рейна» (Vater-Rhein-Brunnen, 1903) в Страсбурге, «Фонтан Святого Губерта» (Hubertusbrunnen, 1901—1913) в Мюнхене.
В Старой национальной галерее в Берлине имеется отдельный зал, посвящённый творчеству Гильдебранда и художников «Римского кружка».

## Вклад в теорию искусства

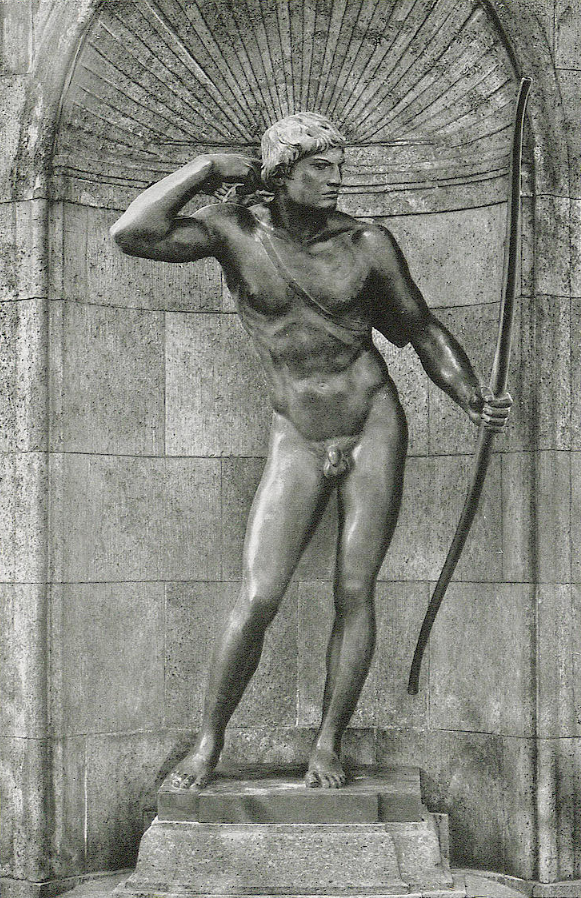
А. фон Гильдебранд. Лучник. 1913. Фонтан Св. Губерта, Мюнхен

Адольф фон Гильдебранд вместе с философом Конрадом Фидлером и живописцем Хансом фон Маре (1837—1887) был членом «Римского кружка». Маре и Фидлер, приехав в Италию в 1865 году, были поражены особенным «чувством формы», присущим старым итальянским мастерам. В своих живописных произведениях Маре стремился отойти от «бездумного копирования действительности» и научиться выявлять «пластическую определённость», структурную основу изображения. Философ Конрад Фидлер рассматривал произведение изобразительного искусства в качестве феномена «чистой визуальности», автономной формальной структуры, несводимой к иным формам мышления.
«Римские немцы» пытались противопоставить классическую традицию распространённым в то время в немецком искусстве натурализму, салонности и академизму. К ним примкнули Арнольд Бёклин (1827—1901), приехавший в Рим в 1850 году, и Ансельм Фейербах (1829—1880), прибывший в Вечный город в 1855 году. Члены кружка работали в Риме в 1860—1870-х годах, желая приобщиться к «истинным» ценностям художественной культуры.
Живописец Маре был на десять лет старше Гильдебранда и считается, что основные идеи принадлежали именно ему, а также К. Фидлеру, но реализовать их на практике и в теоретическом трактате смог именно Гильдебранд.
В 1893 году Гильдебранд опубликовал книгу «Проблема формы в изобразительном искусстве», в которой с позиций профессионального скульптора дан анализ закономерностей формообразования в изобразительном искусстве (в том же году вышла книга А. Ригля «Проблемы стиля»). За свою книгу Гильдебранд получил степень доктора университета в Эрлангене (город близ Нюрнберга, Бавария). Многие художники штудировали эту книгу, переведенную на французский и английские языки. В ней они находили ответы на самые сложные проблемы собственного творчества. Генрих Вёльфлин написал на неё восторженную рецензию. Позднее Вёльфлин говорил, что «Гильдебранд научил его видеть», а его книга оказала воздействие «подобное живительному дождю, упавшему на иссушенную почву».
Гильдебранд выделял «две установки зрения», составляющие основу творческого процесса художника: осязательную, или «гаптическую» (нем. haptische), основанную на рассмотрении предмета вблизи (нем. nahsichting), и «далевую» (нем. fernsichting ), или «оптическую» (нем. optische), основанную на рассмотрении предмета издали. Первая способствует объёмному, материальному, осязательному (тактильному) восприятию предмета; вторая — отстранённо-живописному, или плоскостному. Дихотомия этих установок является психологическим феноменом, обусловленным позицией художника по отношению к натуре. Две «установки зрения» постоянно взаимодействуют и находятся в переменчивой и сложной взаимосвязи на протяжении всего творческого процесса. Поэтому не существует ни чисто гаптического, ни чисто оптического восприятия формы. Близкие, но различающиеся в деталях, концепции разрабатывали независимо друг от друга Алоиз Ригль и Пауль Франкль.
В своей теории Гильдебранд исходил из того, что смысл изобразительного искусства заключается не в копировании действительности, а в последовательном отвлечении и преображении отдельных зрительных впечатлений в некое новое целое. Поэтому наблюдаемое в природе ещё следует преобразить «самим способом изображения». Этот процесс именуется формообразованием и он представляет собой не что иное, как «дальнейшее развитие способности восприятия». Способ такого преображения Гильдебранд назвал архитектоническим. Отдельные стадии процесса — формой существования, формой явления, формой воздействия и формой представления, которая, как наиболее целостная и «преображенная мышлением художника», составляет основу формы изображения, или изобразительной формы произведения искусства. Но такая, видимая, форма ещё недостаточна для «формы воздействия» и «формы представления», она должна быть обогащена нашими ощущениями и знаниями предмета. В результате возникнет ясная и цельная форма, в которой совмещены разные объективные и субъективные стороны (в современной терминологии — образ предмета). Однако не все зрительные восприятия предметов и пространства, утверждает далее Гильдебранд, дают ясное, исчерпывающее представление о предмете, следовательно, «представление формы есть некоторый вывод, полученный нами из сравнения видов явлений», в котором необходимое отделено от случайного. Отсюда «принцип рельефа», следование которому обеспечивает цельность художественной формы. Художник «мысленно двигает» пространственные планы в глубину воображаемого изобразительного пространства, заботясь о пластической цельности каждого «пространственного слоя». Именно так, по убеждению Гильдебранда, работали древнегреческие скульпторы. Эта теория в общих чертах согласуется с неогегельянской эстетикой конца XIX — начала XX века, трудами Т. Липпса, В. Воррингера, А. Ригля, Б. Кроче, Ю. фон Шлоссера. В отечественной теории искусства продолжателями этой традиции были Д. Н. Кардовский, Н. Э. Радлов, В. А. Фаворский, П. Я. Павлинов.
Книгу Гильдебранда «Проблема формы в изобразительном искусстве» в 1913 году перевели с немецкого на русский язык В. А. Фаворский и Н. Б. Розенфельд.

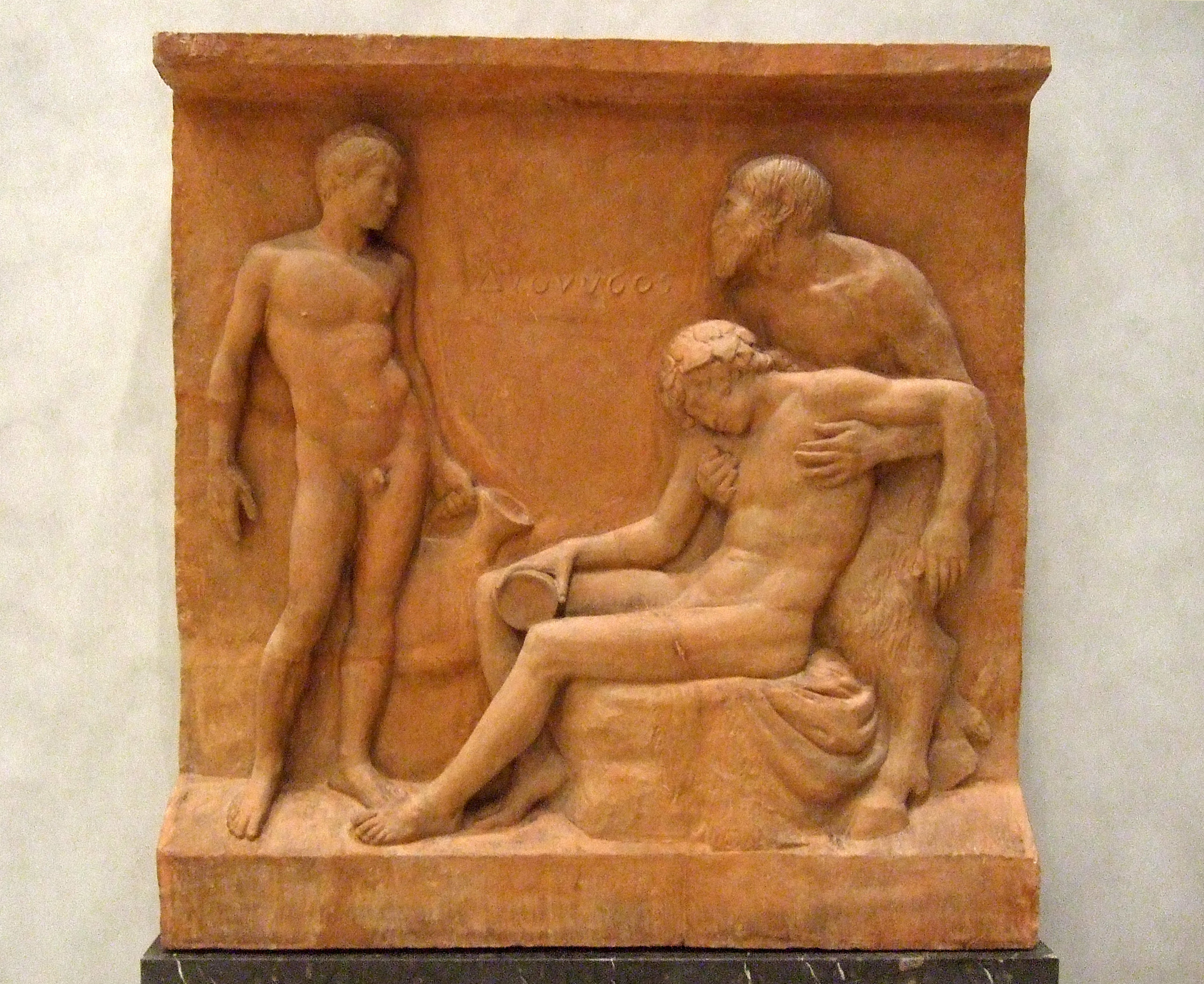
Дионис. Рельеф. 1890—1900. Терракота. Старая национальная галерея, Берлин
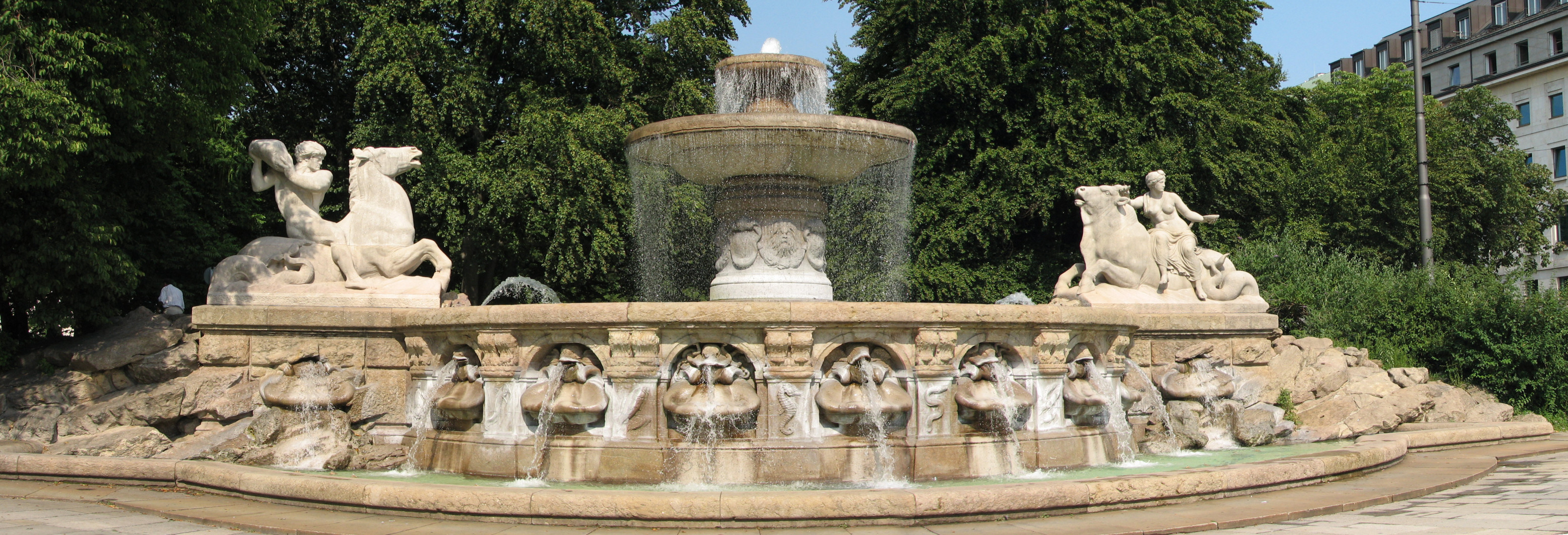
Фонтан Виттельсбахов. 1895. Мюнхен
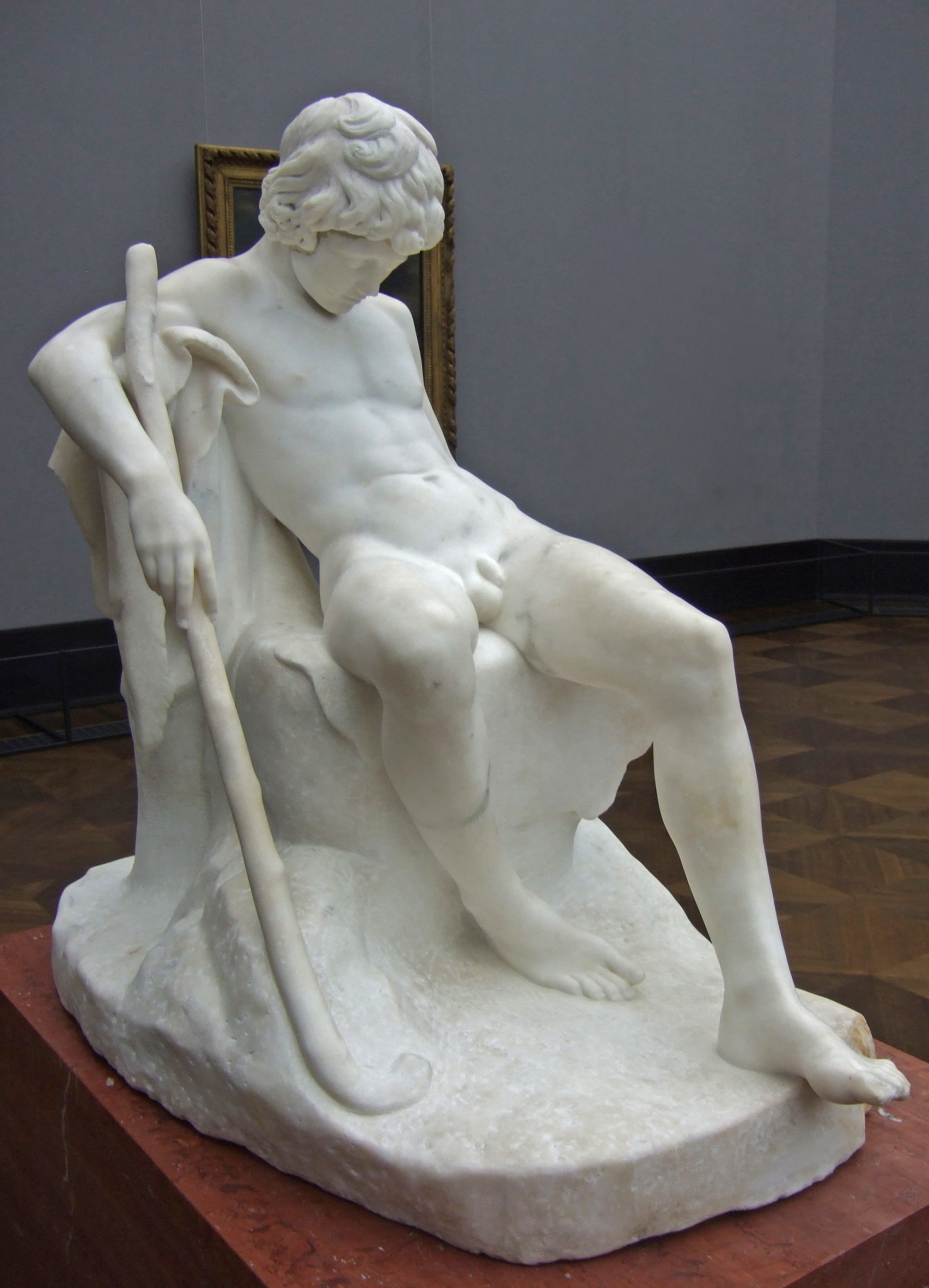
Спящий пастушок. 1871—1873. Мрамор. Старая национальная галерея, Берлин
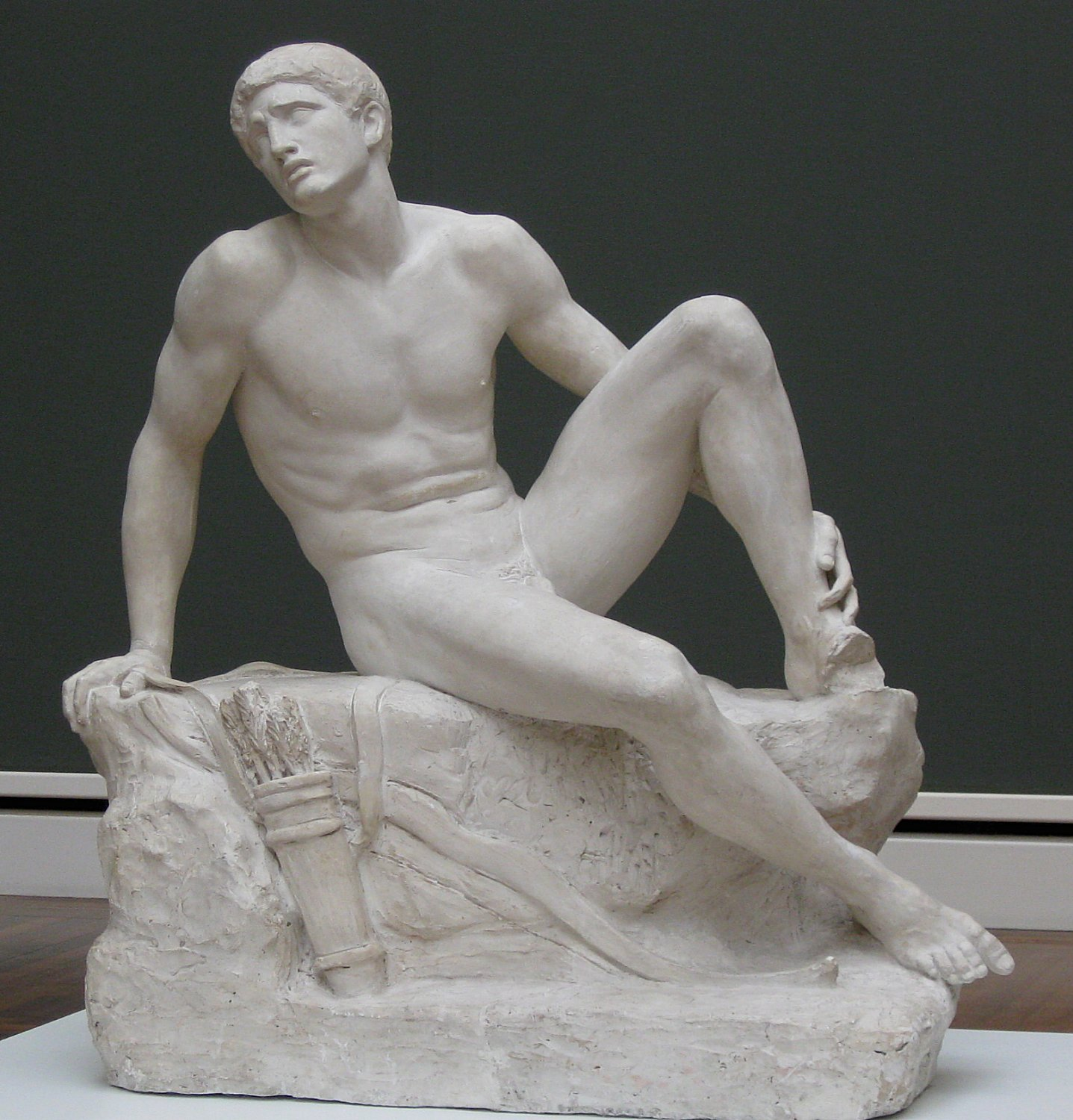
Филоктет. 1886. Мрамор. Новая Пинакотека, Мюнхен
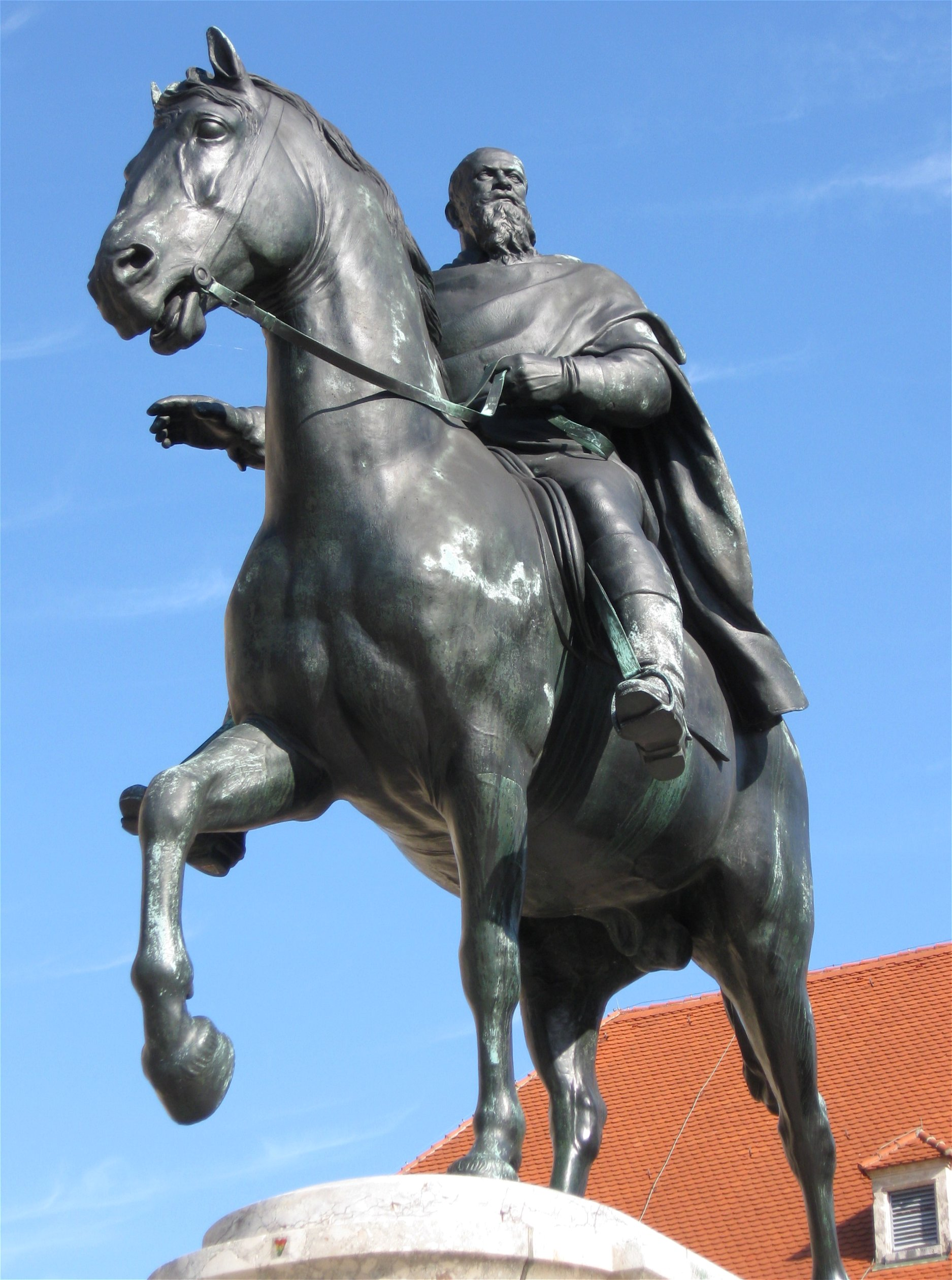
Конная статуя Принца-регента Луитпольда Баварского. 1913. Бронза. Мюнхен
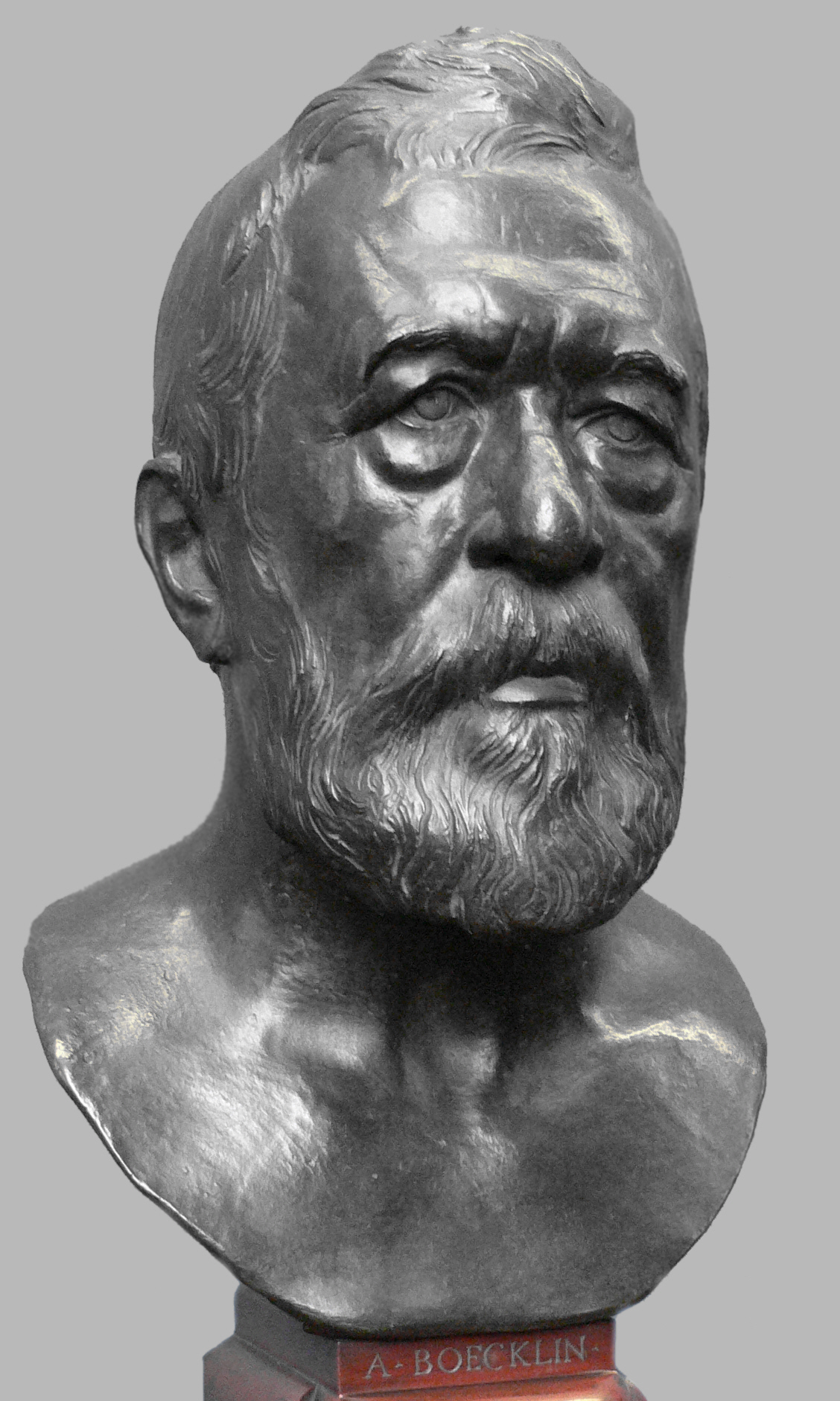
Портрет Арнольда Бёклина. 1897. Бронза. Старая национальная галерея, Берлин
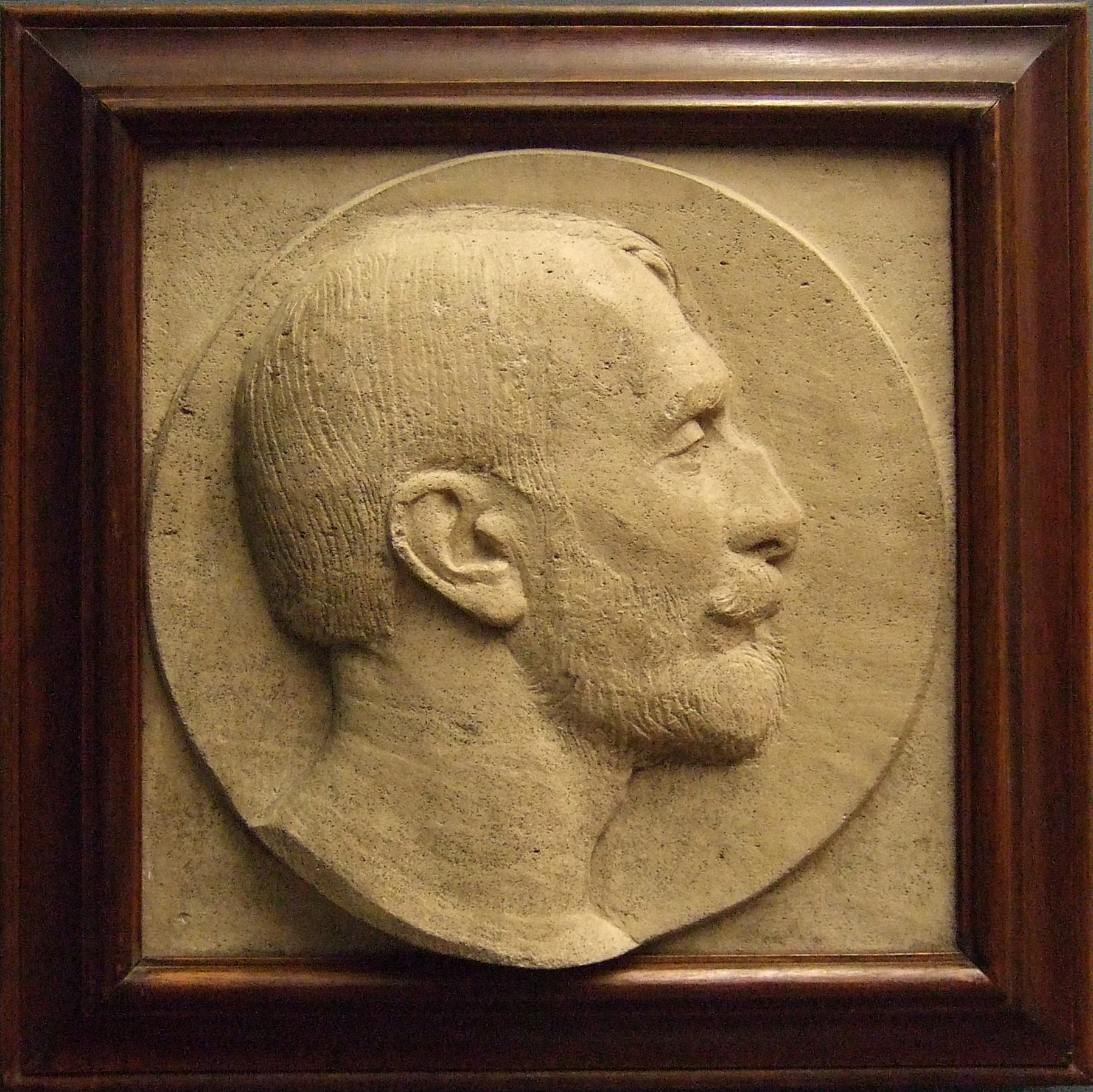
Конрад Фидлер. Эскиз медали. 1890. Шамот. Старая национальная галерея, Берлин

## Другие произведения

#### Скульптура
- Давид. 1871—1872. Дюссельдорф, частное собрание
- Спящий пастушок. 1871—1873. Берлин, Старая национальная галерея
- Адам. 1875—1876, Лейпциг, Музей изобразительных искусств
- Стоящий молодой мужчина. 1881—1884. Берлин, Старая национальная галерея
- Рельефы надгробий Э. Херцогенберга. 1892—1893, Сан Ремо, К. Хильдебрандта. 1885, Флоренция
- Надгробие императрицы Виктории. 1901
- Пьета для мавзолея философа Гёца Мартиуса в Киле. 1915—1918

#### Мемориальная пластика
- Арка надгробия К. Хильдебрандта
- Композиция «Воспоминание о Конраде Фидлере». 1895—1901. Мюнхен
- Мавзолей Г. Мартиуса

#### Рельефы
- Триптих «Амазонки». 1887—1887. Кёльн, Музей Вальрафа-Рихарца
- Портрет актрисы Э. Дузе. 1914. Кассель, Кассельская картинная галерея
- Портрет К. Фидлера. 1874—1875. Берлин, Старая национальная галерея
- Портрет отца художника Бруно Гильдебрандта. 1871. Берлин, Музей Г. Кольбе
- Портрет балерины Б. Морена. 1917—1918. Мюнхен, Городская галерея в доме Ленбаха

#### Бюсты
- Отца художника Бруно Гильдебрандта. 1868. Частное собрание)
- Живописца Х. Тома. 1887. Вена, Музей истории искусств
- Художника А. А. Бёклина. 1898, Берлин, Берлинская картинная галерея
- Ю. Бреветера. 1880—1881. Кёльн, Музей Вальрафа-Рихарца

#### Монументальная скульптура
- Фонтан Зигфрид. 1895—1914. Вормс
- Фонтан Отец-Рейн. 1911—1922. Кёльн

#### Живопись
- Фрески Мавзолея семейства Шнатцлер. 1905—1907. Мюнхен
- Фрески библиотеки Зоологической станции в Неаполе. 1873
- «Золотой век». 1886. Частное собрание